# Oto Ansaldo 135 mm
Pour les articles homonymes, voir Ansaldo (homonymie).
Le canon Oto Ansaldo de 135 mm/45 calibres modèle 1937 est un canon naval de 135 mm de calibre 45 construit pour la Regia Marina à la fin des années 1930. Construit en réponse au canon français de 138 mm Modèle 1929, il était censé avoir la même portée que le canon de 120 mm/50 calibres de modèle 1926 répandu, mais avec moins de vitesse initiale et moins de dispersion.

## Service
Les triples affûts ont été utilisés sur les cuirassés de la classe Andrea Doria comme batterie secondaire (chacun disposant de quatre tourelles) ; quatre supports doubles ont été installés sur les trois croiseurs de la classe Capitani Romani achevés. Des affûts blindées simples ont été utilisées pour réarmer le Premuda (ex-destroyer yougoslave capturé Dubrovnik) et le Spalato (ex-destroyer yougoslave capturé Split) tandis que d'autres ont été construits pour le porte-avions jamais achevé Aquila et les destroyers de la classe Comandanti Medaglie d'Oro. Des études pour des affûts jumelés à double usage ont été lancées, destinées aux deux croiseurs inachevés de la classe Etna et au cuirassé récupéré Conte di Cavour, mais ces travaux étaient encore loin d'être terminés en 1943.
Le canon s'est avéré efficace (n'ayant qu'un quart de la dispersion du canon de 120 mm) ; cependant, avec l'élévation maximale de 45 ° et la limite de pilonnage mécanique étant à 30 °, il ne pouvait pas être utilisé contre des aéronefs,<.
Après la guerre, lorsque le croiseur léger Giuseppe Garibaldi a été converti en 1961 en tant que croiseur lance-missiles, ses tourelles d'origine de 152 mm ont été retirées, remplacées deux tourelles doubles de 135 mm.